# Johnny Tapia
Pour les articles homonymes, voir Tapia.
Johnny Tapia est un boxeur mexicano-américain né le 13 février 1967 et mort le 27 mai 2012 à Albuquerque, Nouveau-Mexique.

## Carrière
Vainqueur des Golden Gloves et champion des États-Unis amateur des poids mi-mouches en 1983 et des poids mouches en 1985, il passe professionnel en 1988 et remporte le titre de champion du monde dans 3 catégories différentes: en poids super-mouches (entre 1994 et 1998), en poids coqs (entre 1998 et 2000) et en poids plumes (en 2002).

## Distinctions
- Johnny Tapia est membre de l'International Boxing Hall of Fame depuis 2000.
- Ayala - Tapia I est élu combat de l'année en 1999 par Ring Magazine[3].